# Былова, Мария Владимировна
Мария Владимировна Былова (род. 20 января 1956, Москва) — советская и российская артистка балета, педагог, народная артистка России (1994).

## Биография
Мария Владимировна Былова родилась 20 января 1956 года в Москве. В 1974 году окончила Московское академическое хореографическое училище по специальности «Артистка балета».
С 1974 года была солисткой Большого театра. Дебютировала в 1975 году в балете «Шопениана» Михаила Фокина. Балерина лирико-драматического дарования, обладающая виртуозной техникой, точностью пластического рисунка.
Преподаёт в Московском государственном университете, доцент кафедры театрального искусства факультета искусств.
С 2018 года артистка и балетмейстер Московской драматической труппы "Блуждающие звезды".
В Центральном Доме актёра им. А.А. Яблочкиной Ведущая авторского цикла встреч "Мария Былова представляет".

## Награды и премии
- Заслуженная артистка РСФСР (25.07.1985).
- Народная артистка России (14.03.1994)[1].
- Медаль «В память 850-летия Москвы» (1997).
- Диплом VII Международного театрального фестиваля «Золотая провинция» за спектакль «История одной семьи или Сказка о царе Салтане, о сыне его славном и могучем богатыре князе Гвидоне Салтановиче и о прекрасной царевне Лебеди» А.С. Пушкина. (Центральный Дом актёра имени А.А. Яблочкиной, режиссёр П.Е.Тихомиров, режиссёр по пластике М. В. Былова; 2018).
- Диплом имени народной артистки РСФСР Л.А. Лозицкой "За сохранение русской классики н Отечественной сцене" (2018).
- Диплом IX Международного фестиваля "Золотая провинция" (спектакль "Песни от Главной!" Московская драматическая труппа "Блуждающие звёзды") (2020).
- Диплом лауреата Международного конкурса-фестиваля "Нам дороги эти позабыть нельзя" (спектакль "Песни от Главной!" Московская драматическая труппа "Блуждающие звёзды") (2020).
- Диплом лауреата X Международного театрального фестиваля "Золотая провинция" (спектакль "Театральный роман" М.А. Булгакова Московская драматическая труппа "Блуждающие звёзды") (2022).

## Работы в театре

### Большой театр
- «Подпоручик Киже» Сергея Прокофьева — Перо
- «Спящая красавица» П. И. Чайковского, хореография М. Петипа во второй редакции Ю. Григоровича — принцесса Флорина
- «Деревянный принц» Б. Бартока — Фея
- «Дон Кихот» Людвига Минкуса — повелительница дриад
- «Хозяйка Медной горы» С. С. Прокофьева — Хозяйка Медной горы
- «Золотой век» Дмитрия Шостаковича — Люська
- «Спартак» Арама Хачатуряна — Эгина
- «Раймонда» Александра Глазунова — Клеманс, Раймонда
- «Эскизы» — Незнакомка
- «Лебединое озеро» П. И. Чайковского — Одетта и Одиллия
- «Спящая красавица» П. И. Чайковского — фея Сирени
- «Легенда о любви» Арифа Меликова — Мехменэ Бану
- «Иван Грозный» С. С. Прокофьева — Анастасия
- «Баядерка» Людвига Минкуса — Тень Никии и Гамзатти
- «Жар-птица» Игоря Стравинского — Жар-птица

### Центральный Дом актёра им. А. А. Яблочкиной
- 2009 — «Просто артистка» Наталия Терентьева (режиссёр П.Е. Тихомиров) — Друг дома
- 2016 — «Большой театр - один на двоих» (режиссёр П.Е. Тихомиров — прима-балерина Большого театра Мария Былова
- 2017 — «Валентина Козлова» Цикл вечеров «Мария Былова представляет»  (режиссёр П.Е. Тихомиров) — ведущая
- 2017 — «Денис Редькин» Цикл вечеров «Мария Былова представляет»  (режиссёр П.Е. Тихомиров) — ведущ
- 2019 — "Я тот кто не Я" — ведущая
- 2020 — "Юрий Ветров или сон о танце и любви" Цикл вечеров «Мария Былова представляет» (режиссёр П.Е. Тихомиров) — ведущая
- 2020 — "Я - балерина. Татьяна Вечеслова" Цикл вечеров «Мария Былова представляет» (режиссёр П.Е. Тихомиров) — ведущая
- 2021 — "Бенефис Марии Быловой"  — Мария Былова
- 2022  — "Один театр - две судьбы" Натэлла Канделаки и Галина Щерба  Цикл вечеров «Мария Былова представляет» (режиссёр П.Е. Тихомиров) — ведущая
- 2022 — "Путешествие из Петербурга в Москву" Дмитрий Кошмин  Цикл вечеров «Мария Былова представляет» (режиссёр П.Е. Тихомиров) — ведущая

## Московская драматическая труппа "Блуждающие звёзды"
- 2017 — «История одной семьи или Сказка о царе Салтане, о сыне его славном и могучем богатыре князе Гвидоне Салтановиче и прекрасной царевне Лебеди» А.С. Пушкин (режиссёр П.Е. Тихомиров, режиссёр по пластике М.В. Былова, репетитор Н.В. Канделаки)
- 2018 — «Песни от Главной!» Песни из репертуара Людмилы Гурченко (автор и режиссёр П.Е. Тихомиров, балетмейстеры Ю.Ю. Ветров, М.В. Былова) — Примадонна
- 2019 — «25/25. Друзья навсегда»(автор и режиссёр П.Е. Тихомиров) —Прима-балерина Большого театра
- 2020 — «Поэма без героя» А.А. Ахматова (режиссер П.Е. Тихомиров, режиссёр по пластике и балетмейстер М.В. Былова)
- 2021 — «Театральный роман» (Этот мир мой?!.) М.А. Булгаков  (автор инсценировки и режиссёр-постановщик П.Е. Тихомиров) — Людмила Сильвестровна Пряхина